# Ableptina delospila
Ableptina delospila is een vlinder van de familie van de spinneruilen (Erebidae), van de onderfamilie van de Herminiinae. De wetenschappelijke naam van deze soort is voor het eerst voorgesteld door Alice Ellen Prout in een publicatie uit 1927.
De soort komt voor in Togo, São Tomé en Kameroen.